# 半边湖
半边湖是一个位于中国新疆维吾尔族自治区民丰县的湖泊，面积约为8平方千米。